# Vídeňská Poštovní spořitelna
Vídeňská Poštovní spořitelna (německy Wiener Postsparkasse) je pozdně secesní budova, která se nachází na náměstí Georga Cocha ve Vídni.

## Vznik

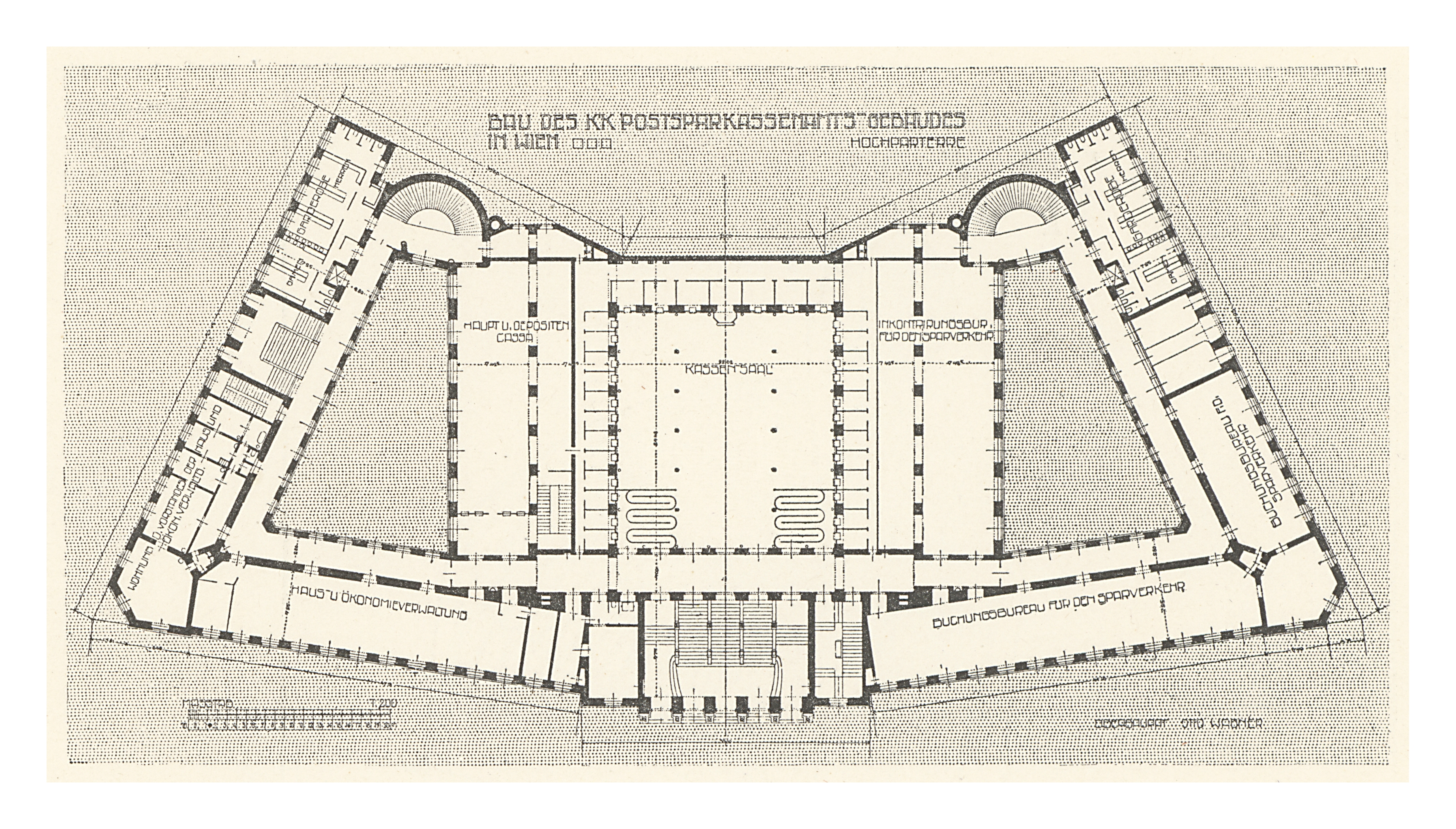
Půdorysný plán budovy. Ve spodní části výkresu je hlavní průčelí; ve středu je bankovní dvorana a za ní byla v roce 1910 navázána dostavba.

Představitelé Poštovní spořitelny vybrali projekt vídeňského architekta Otto Wagnera, a to zřejmě proto, že stavěl rychle a dobře udržovatelné budovy. Dalším motivem pro výběr střídmého Wagnera mohla být snaha odlišení se od konkurence, zejména Rothschildovské opulentnosti.
Wagner při navrhování budovy vycházel z geometrické secese, ale omezil dekorace na minimum, čímž vznikla budova v podstatě ve stylu moderny, ve které můžeme najít i prvky moderního purismu. Sám ke svému dílu poznamenává: „Architektura musí přestat servilně napodobovat styly minulosti.“ a „Umělecká díla musí vždy odrážet svou dobu.“.
V roce 1910 se realizuje dostavba zadní části objektu. Architekt, kterým je opět Otto Wagner, se nijak nesnažil skrýt hrany obou budov, naopak hranici mezi starou a novou budovou zdůrazňuje trhlinou ve fasádě. Nová přístavba, kde se mimo jiné uchovávají cenné papíry má vlastní vchod a není nijak spojena s bankovní dvoranou, která je vyhrazena manipulaci s finanční hotovostí.
Většina objektu Poštovní spořitelny, včetně velkého pokladního sálu je i v roce 2012 stále funkční a slouží původnímu účelu. V malém pokladním sále bylo zřízeno muzeum architekta Wagnera.

## Exteriér

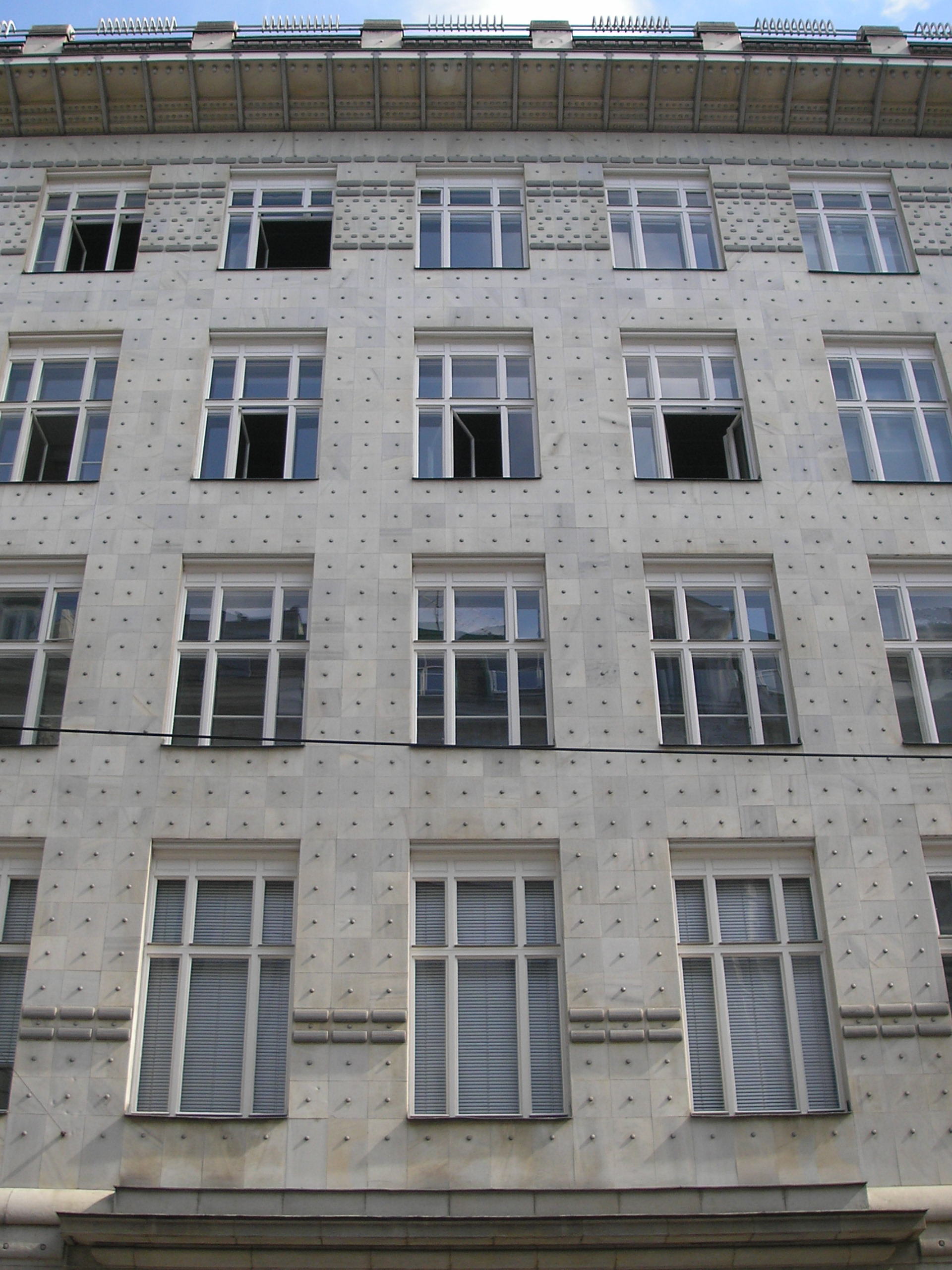
Fasáda s falešnými nýty

Nejvýraznějším zdobným prvkem budovy jsou ocelové hřeby ve vnější fasádě. Ty ale nemají žádný funkční význam, jde jen o dekoraci, která má zřejmě zdůrazňovat stabilitu a bezpečnost bankovní budovy. Sám Wagner se k tomu ale nikdy nevyjádřil.

## Interiér
Architekt Otto Wagner vytvořil totální dílo. Navrhl všechny prvky budovy, od základů stavby po detaily interiérů. Speciálně pro budovu Poštovní spořitelny vytvořil řadu židlí, tříděnou podle privilegií jejich uživatelů, které zároveň zapadají do celkového rázu budovy. Ten je velice střídmý. Wagner využívá především 3 materiály: hliník, mramor, linoleum. Hliníkové obklady vypadají moderně a snadno se čistí. Nýty, které jsou na nich vytvořeny, jsou iluzorní – mají evokovat a zdůrazňovat tovární vzhled celé budovy. Wagner je fanatickým zastáncem čistoty, proto podlahy pokrývá linoleum, které se taktéž snadno čistí, tehdy nový a moderní materiál.
Výrazné a jasné barvy jsou vyhrazeny jen pro privilegované osoby. Barevné kachle zvýrazňují bustu císaře Františka Josefa; kancelář ředitele je provedena v červené barvě; přijímací místnost v barvě zelené.

## Bankovní dvorana

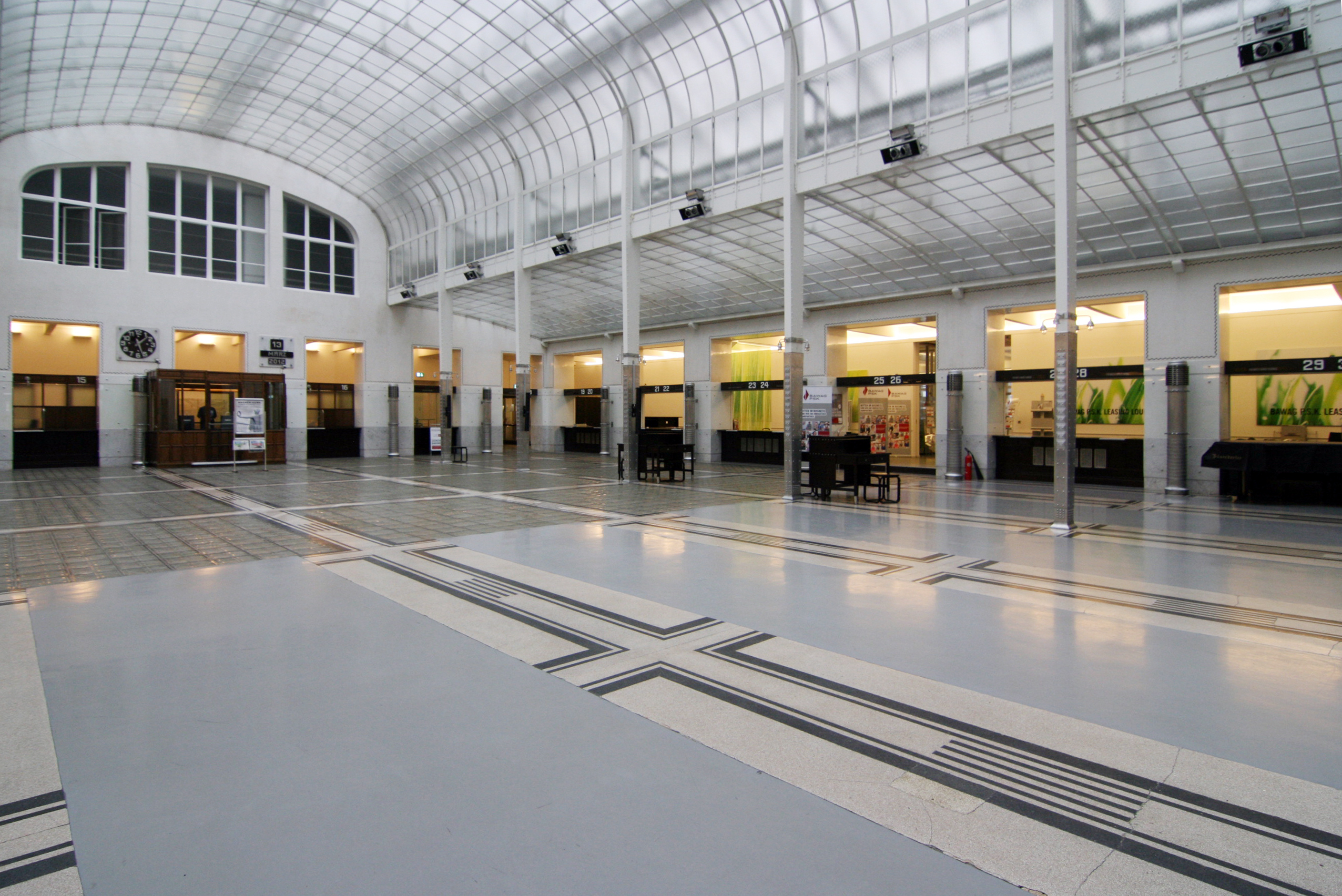
Bankovní dvorana

Vnitřní nádvoří je kryto dvěma prosklenými střechami. Ocelové nosné sloupy nesou horní střechu, spodní střecha je zakotvena do vnitřní fasády. Toto nádvoří se nazývá bankovní dvoranou a jeho bazilikální půdorys podtrhuje střídmost stavby – na počátku 20. století je využíván zejména u továrních staveb. Kachlová podlaha dvorany je průsvitná a přivádí denní světlo do prostor pod nádvořím – do prostoru pošty.